# 田中 (中将)

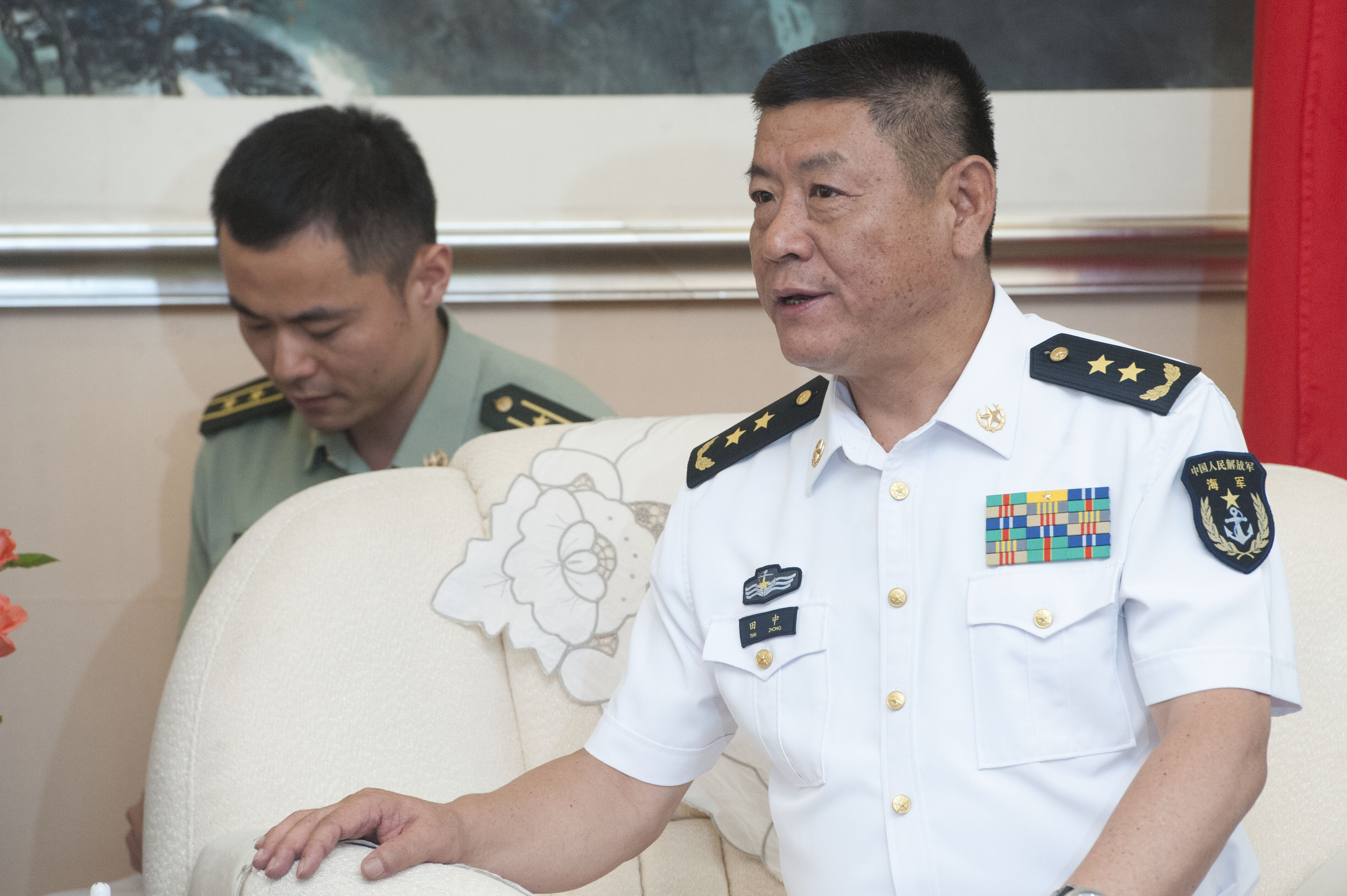
2012年9月20日，中国人民解放军海军北海舰队司令员田中海军中将在青岛会见到访的时任美国国防部部长莱昂·帕内塔

田中（1956年—），河北黄骅人，中国人民解放军将领、中国人民解放军中将。第十八届中央委员。
2008年，接替苏士亮，担任北海舰队司令员。2009年，授中国人民解放军中将军衔。2013年1月，田中带领3艘舰艇赴远洋训练，穿越宫古海峡。此为解放军海军首次以舰队司令带队训练。2014年，担任海军副司令员。